# Etiópia az 1996. évi nyári olimpiai játékokon
Etiópia az egyesült államokbeli Atlantában megrendezett 1996. évi nyári olimpiai játékok egyik részt vevő nemzete volt. Az országot az olimpián 2 sportágban 18 sportoló képviselte, akik összesen 3 érmet szereztek.

## Érmesek
| Érem  | Versenyző          | Sportág  | Versenyszám    |
| ----- | ------------------ | -------- | -------------- |
| Arany | Haile Gebrselassie | Atlétika | Férfi 10 000 m |
| Arany | Fatuma Roba        | Atlétika | Női maraton    |
| Bronz | Gete Wami          | Atlétika | Női 10 000 m   |

## Atlétika
Férfi
| Versenyző          | Versenyszám | Előfutam | Előfutam | Előfutam | Elődöntő | Elődöntő | Elődöntő | Döntő         | Döntő         |
| Versenyző          | Versenyszám | Idő      | Hely.    | Össz.    | Idő      | Hely.    | Össz.    | Idő           | Helyezés      |
| ------------------ | ----------- | -------- | -------- | -------- | -------- | -------- | -------- | ------------- | ------------- |
| Fita Bayissa       | 5000 m      | 13:51,61 | 1.       | 4.       | 13:30,88 | 7.       | 7.       | 13:18,30      | 10.           |
| Assefa Mezgebu     | 5000 m      | 13:54,89 | 7.       | 17.      | 14:05,48 | 7.       | 21.      | kiesett       | kiesett       |
| Haile Gebrselassie | 10 000 m    | 28:14,20 | 1.       | 11.      |          |          |          | 27:07,34      |               |
| Worku Bikila       | 10 000 m    | 27:50,57 | 1.       | 1.       |          |          |          | 28:59,15      | 17.           |
| Abraham Assefa     | 10 000 m    | 28:32,24 | 11.      | 22.      |          |          |          | kiesett       | kiesett       |
| Abebe Mekonnen     | Maraton     |          |          |          |          |          |          | 2:29:45       | 81.           |
| Belayneh Dinsamo   | Maraton     |          |          |          |          |          |          | nem ért célba | nem ért célba |
| Tumo Turbo         | Maraton     |          |          |          |          |          |          | nem ért célba | nem ért célba |

Női
| Versenyző      | Versenyszám | Előfutam | Előfutam | Előfutam | Elődöntő | Elődöntő | Elődöntő | Döntő    | Döntő    |
| Versenyző      | Versenyszám | Idő      | Hely.    | Össz.    | Idő      | Hely.    | Össz.    | Idő      | Helyezés |
| -------------- | ----------- | -------- | -------- | -------- | -------- | -------- | -------- | -------- | -------- |
| Kutre Dulecha  | 800 m       | 2:04,80  | 6.       | 28.      | kiesett  | kiesett  | kiesett  | kiesett  | kiesett  |
| Kutre Dulecha  | 1500 m      | 4:07,69  | 7.       | 7.       | 4:09,03  | 8.       | 8.       | kiesett  | kiesett  |
| Ayelech Worku  | 5000 m      | 15:21,59 | 2.       | 7.       |          |          |          | 15:28,81 | 12.      |
| Merima Denboba | 5000 m      | 15:48,35 | 9.       | 25.      |          |          |          | kiesett  | kiesett  |
| Luchia Yishak  | 5000 m      | 16:04,29 | 13.      | 40.      |          |          |          | kiesett  | kiesett  |
| Gete Wami      | 10 000 m    | 32:20,92 | 1.       | 1.       |          |          |          | 31:06,65 |          |
| Derartu Tulu   | 10 000 m    | 31:35,90 | 1.       | 20.      |          |          |          | 31:10,46 | 4.       |
| Berhane Adere  | 10 000 m    | 32:21,09 | 2.       | 2.       |          |          |          | 32:57,35 | 18.      |
| Fatuma Roba    | Maraton     |          |          |          |          |          |          | 2:26:05  |          |

## Ökölvívás
| Versenyző          | Versenyszám   | Selejtező                  | Nyolcaddöntő                  | Negyeddöntő       | Elődöntő          | Döntő             | Helyezés |
| Versenyző          | Versenyszám   | Ellenfél Eredmény          | Ellenfél Eredmény             | Ellenfél Eredmény | Ellenfél Eredmény | Ellenfél Eredmény | Helyezés |
| ------------------ | ------------- | -------------------------- | ----------------------------- | ----------------- | ----------------- | ----------------- | -------- |
| Tebebu Behonegn    | Légsúly       | Daniel Reyes (COL) · 2–16  | kiesett                       | kiesett           | kiesett           | kiesett           | 17.      |
| Yared Woldemichael | Nagyváltósúly | Kurt Sinette (TRI) · 11–10 | Karim Toʻlaganov (UZB) · 9–13 | kiesett           | kiesett           | kiesett           | 9.       |